# Odile Buisson
Odile Buisson, (Malo-lees-Bains, Dunkerque, 10 de marzo 1956) es una ginecóloga y obstetra francesa. Fueron pioneras sus investigaciones, con Pierre Foldes, para comprender mejor los mecanismos fisiológicos del placer sexual femenino.

## Trayectoria
Odile Buisson nació en una familia muy estricta, su padre era supervisor de una refinería de petróleo y delegado de la Confederación Francesa Democrática del Trabajo (CFDT), y su madre ama de casa. Pasó buena parte de su adolescencia en Saint-Nazaire. Estudió medicina y escogió la ginecología cómo especialidad, precisamente un tema del que recuerda que no se hablaba en su casa.
Estudió obstetricia en un libro de texto de anatomía de 1979, y como ella cuenta en una entrevista "sólo encontró dos páginas sobre el clítoris" y en el año 1998 comprobó que las reproducciones que existían eran todas falsas.
Cuando en 2004 conoció al cirujano Pierre Foldès, experto en la reparación quirúrgica sobre la mutilación femenina por escisión, le propuso realizar una serie de ecografías 3D del coito, con mujeres y parejas voluntarias.Este estudio, formaba parte de las investigaciones de Foldès sobre la reparación del clítoris y constituye una primicia mundial, ya que permite identificar una zona del cuerpo del clítoris que se amolda aparte posterior de la vagina y del pene durante las relaciones sexuales, y también muestra a turgencia de los bulbos vestibulares que rodean la entrada de la vagina. Estos análisis, publicadas en la revista The Journal of Sexual Medicine en abril de 2009, confirmaron la realidad del "punto G", denominado de este modo en honor al ginecólogo alemana Ernst Gräfenberg quien en los años 40 informó de su descubrimiento por casualidad, mientras estudiaba la uretra femenina. Odile Buisson prefiere denominarlo con el término "zona G", porque "es sobre todo una función, una dinámica de órganos".
En un trabajo dirigido más al público general y publicado en 2011, Who's Afraid of the G Spot?, Odile Buisson y Pierre Foldès describieron sus resultados, proporcionando un mejor conocimiento del placer femenino y de la erección femenina. También detallaron los obstáculos que tuvieron que enfrentar para llevar a cabo esta investigación, así como el retraso en Francia en la medicina sexual específica para las mujeres.
Este trabajo fue recibido de forma diferente en la comunidad médica. "Los médicos no leyeron su libro sobre el clítoris", comentó el ginecólogo obstetra francés y profesor universitario, Israel Nisand, "consideran que es un trabajo servil. Pero a ella no le importa, no está aquí para buscar honores y le divierte mucho verlos pellizcarse la nariz!".
En otro trabajo, Sale temps pour lees femmes, publicado en 2013, Odile Buisson mostró su preocupación los por los efectos combinados de la excesiva liberalización económica del sector médico (exigir que el hospital sea un negocio rentable) y la crisis de confianza que provoca la medicina científica que sufre cada vez más y de los excesos, según ella, de un cierto “retorno a la naturaleza”.También retomó algunos temas abordados anteriormente en columnas del periódico Le Monde, sobre la necesidad de salvaguardar los avances realizados en las últimas décadas en xinecoloxía así como la red de especialistas existente en Francia.
Es firmante de la plataforma "100 mujeres por otra palabra" publicado el 9 de enero de 2018 en el periódico Le Monde junto a las actrices Catherine Deneuve y Brigitte Lahaie, y las periodistas Peggy Sastre y Elisabeth Levy. Este foro defiende la "libertad para molestar", en reacción a la ola de denuncias de agresiones y acoso sexual que siguió al caso Weinstein en otoño de 2017.